# Famille Cabart-Danneville
La famille Cabart-Danneville est une famille française, originaire du Cotentin (Normandie).

Elle a donné des hommes politiques aux XIXe et XXe siècles.

## Origine
La famille Cabart-Danneville s'est développée dans le nord du Cotentin, sur les paroisses de Digosville, Tourlaville, La Glacerie, Saint-Pierre-Église, Le Theil, Néville, Denneville, Anneville-sur-Mer, Gouberville, Urville, etc.

## Filiation
Charles Cabart-Danneville (1715-1796), capitaine d'artillerie garde-côte, marié avec Béatrice Le Guay, dont :
- Joseph Nicolas Cabart-Danneville (1765-1830), receveur central des contributions indirectes, marié en 1808 avec Catherine Vray[1], dont : 
  - Charles François Cabart-Danneville (1813-1884), né à Cherbourg, polytechnicien (promotion 1832), officier d'artillerie, examinateur à l'École polytechnique, marié en 1845 avec Marie-Ernestine Serret (1812-1884), peintre française, sœur du mathématicien Joseph-Alfred Serret[1], dont :
    - Charles Maurice Cabart-Danneville (1846-1918), député et sénateur de la Manche. Son nom a été donné à la passe Cabart-Danneville, ouverte dans la digue Collignon de la rade de Cherbourg. Marié avec Marguerite Anne Doucet[1], dont :  
      - Maurice Cabart-Danneville (1886-1942), sénateur de la Manche, maire de Tourlaville.

    - François Robert Cabart-Danneville (1855-1925)[1], dont :
      - Odette Cabart-Danneville (1892-1949), mariée avec le peintre Edmond-Marie Poullain (1878-1951)[1].

## La légende à la clé
Il y a longtemps, très longtemps, quand la Sainte Vierge et les Saints, les loups garous et les goubelins vivaient au milieu des hommes ; quand les « caches », les bois et les landes étaient peuplés de personnages inquiétants, formes diverses du Malin, qui, au milieu de la nuit, tiraient les dormeurs par les pieds, agitaient les kannes dans la laiterie, faisaient hurler de peur les animaux dans les champs et dans les étables ; quand tous parlaient avec crainte de certains lieux nommés encore maintenant la « Table aux fées », la « Roche au Chat », la « Chasse au Diable », le « Fourchu », un Cabart marchait le long de la grève, près du Becquet. Un moine venait à sa rencontre. Arrivé près de lui, le moine s'arrête et lui dit : « Cabart, veux-tu être riche ? » - « Bien sûr », dit-il étonné - « Alors, prends cette clé et tiens la dans ta main » - Cabart se saisit de la clé, mais la rejette aussitôt avec violence, en jurant. Elle était en feu, et s'en alla en fumée. Satan car c'était lui, partit d'un rire énorme qui fit écho sur les rochers: « Tu ne seras jamais riche, Cabart, ni toi, ni tes descendants ! » - Et il disparut.

## Pour approfondir